# Линия Мэгуро (Токю)
Линия Мэгуро (яп. 東急目黒線 то:кю: мэгуро сэн) — железнодорожная линия частного японского железнодорожного оператора Tokyu Corporation. Линия протянулась на 11,9 километра от станции Мэгуро в Токио через юго-западные пригороды до станции Хиёси в городе Иокогама префектуры Канагава. На всех станциях линии установлены автоматические платформенные ворота.

## История
- 1923:
  - 11 марта: Линия открыта под названием Линия Мэгуро на участке от станции Мэгуро до станции Маруко (ныне Нумабэ на линии Тамагава).
  - Октябрь: Станция Мэгуро-Фудомаэ переименована в Фудомаэ.
  - 1 ноября: Линия продлена до станции Камата и получила название Линия Мэкама.
- 1924, 1 июня: Станция Кояма переименована в Мусаси-Кояма.
- 1926, 1 января: Станция Тёфу переименована в Дэнъэнтёфу. Станция Тамагава переименована в Маруко-Тамагава.
- 1928, 1 августа: Открыта станция Ниси-Кояма.
- 1931, 1 января: Станция Маруко-Тамагава переименована в Тамагаваенмаэ.
- 1977, 16 декабря: Станция Тамагаваенмаэ переименована в Тамагаваен.
- 1994, 27 ноября: Открыт подземный терминал на станции Дэнъэнтёфу.
- 1997:
  - 27 июня: Открыт подземный терминал на станции Оокаяма.
  - 27 июля: Открыт подземный терминал на станции Мэгуро.
- 1999, October 10: Открыт надземный терминал на станции Фудомаэ.
- 2000:
  - 6 августа: Линия разделена на два независимых участка: Мэгуро — Мусаси-Косуги и Тамагава — Камата. Станция Тамагаваен переименована в Тамагава.
  - 26 сентября: Открыто сквозное сообщение с линиями Намбоку и Мита.
- 2001, 28 марта: Открыто сквозное сообщение с линией компании Saitama Rapid Railway через линию Намбоку.
- 2006:
  - 2 июля: Открыты подземные терминалы на станциях Мусаси-Кояма и Ниси-Кояма.
  - 25 сентября: На линии появляются составы типа Экспресс.
- 2008, 22 июня: Линия продлена до станции Хиёси.

## Станции
| Станция       | Станция  | Экспресс | Пересадки                                             | Расположение | Расположение |
| ------------- | -------- | -------- | ----------------------------------------------------- | ------------ | ------------ |
| Мэгуро        | 目黒     | ●        | Линия Яманотэ ○Намбоку ○Линия Мита                    | Синагава     | Токио        |
| Фудомаэ       | 不動前   | ｜       |                                                       | Синагава     | Токио        |
| Мусаси-Кояма  | 武蔵小山 | ●        |                                                       | Синагава     | Токио        |
| Ниси-Кояма    | 西小山   | ｜       |                                                       | Синагава     | Токио        |
| Сэндзоку      | 洗足     | ｜       |                                                       | Мэгуро       | Токио        |
| Оокаяма       | 大岡山   | ●        | ■Линия Оимати                                         | Ота          | Токио        |
| Окусава       | 奥沢     | ｜       |                                                       | Сэтагая      | Токио        |
| Дэнъэнтёфу    | 田園調布 | ●        | ■Линия Тоёко                                          | Ота          | Токио        |
| Тамагава      | 多摩川   | ●        | ■Линия Токю-Тамагава                                  | Ота          | Токио        |
| Син-Маруко    | 新丸子   | ｜       |                                                       | Кавасаки     | Канагава     |
| Мусаси-Косуги | 武蔵小杉 | ●        | Линия Намбу, Линия Йокосука, Линия Сёнан-Синдзюку     | Кавасаки     | Канагава     |
| Мотосумиёси   | 元住吉   | ｜       |                                                       | Кавасаки     | Канагава     |
| Хиёси         | 日吉     | ●        | ■Линия Тоёко Yokohama Municipal Subway:■Зелёная Линия | Иокогама     | Канагава     |

## Подвижной состав

### Токю
- 3000 series 6-car EMUs
- 5080 series 6-car EMUs

### Другие операторы
- Saitama Rapid Railway 2000 series 6-вагонные электрички (Saitama Rapid Railway)
- Toei 6300 series 6-вагонные электрички (Линия Мита)
- Tokyo Metro 9000 series 6-вагонные электрички (Линия Намбоку)